# Marzena Broda
Marzena Broda (ur. 27 lutego 1965 w Krakowie) – polska poetka, pisarka i dramaturg. 

## Życiorys
Zadebiutowała  w 1985 na łamach prasy w "Odrze".
Jej wiersze zostały przetłumaczone na m.in. język angielski, niemiecki, francuski, hiszpański, wietnamski, litewski, szwedzki. Przez wiele lat mieszkała w Stanach Zjednoczonych, potem krótko w Niemczech. Prowadziła zajęcia z kreatywnego pisania na wydziale gender studies na Uniwersytecie Jagiellońskim. Stypendystka Ministerstwa Kultury. Jest członkiem Polskiego PEN Clubu i Stowarzyszenia Pisarzy Polskich.

## Twórczość
- Światło Przestrzeni (Oficyna Literacka, 1991)
- Cudzoziemszczyzna (a5, 1995)
- Nie dotykać Normana Hammera (Muza, 2004)
- Skaza (Dialog, 2004)
- Luka (Rebis, 2005)
- Prawo brzoskwinki do gromu (Instytut Mikołowski, 2008)
- Zwykłe rzeczy (Nisza, 2013)

## Realizacje telewizyjne
- Skaza (Teatr Telewizji, reżyseria Marcin Wrona, Program 2 TVP, 2005)

## Realizacje muzyczne
- Sen śniłeś (utwór na alt i fortepian, muzyka Zbigniew Lampart, Dni muzyki Karola Szymanowskiego, Atma, 2006)
- Embrion światła, Miłość, Północ, W zegarku, Pierwszy śnieg (utwory na chór mieszany a cappella lub kwartet wokalny, muzyka Bartłomiej Krcha, Kraków, 2007)
- Pierwszy śnieg (Madrygały na chór mieszany, muzyka Bartłomiej Krcha. Wykonanie Camerata Silesia, XXVI Musica Polonica Nova, Wrocław, 2008)

## Realizacje teatralne
- Skaza (Teatr Studyjny PWSFTviT, Łódź, reżyseria Katarzyna Kasica, 2006)
- Skaza (Teatr za lustrem, Tarnowskie Góry, reżyseria Ewa Wyskoczyl, 2006)

## Nagrody i wyróżnienia
- 1991, Nagroda im. Kazimiery Iłłakowiczówny za debiut poetycki (wyróżnienie), Światło Przestrzeni.
- 1996, Wyróżnienie Nagrodą wydawców, Cudzoziemszczyzna.
- 1998, Nagroda Stanisława Barańczaka, Cudzoziemszczyzna.
- 2005, Druga Nagroda na Festiwalu Interpretacje Reżyserskie, Katowice, Skaza.
- 2006, Nagroda na VI Festiwalu Teatru Polskiego Radia i Telewizji Polskiej, Dwa Teatry, Sopot 2006, Skaza.
- 2008, Skaza została umieszczona na liście stu najlepszych w historii Teatru Telewizji przedstawień teatralnych.
- 2008, Najważniejsze i najciekawsze publikacje polskich autorów jesiennego sezonu wydawniczego, Instytut Książki, Prawo brzoskwinki do gromu.